# مولکولو پایین
مولکولو پایین (به لاتین: Aşağı Mülkülü) یک منطقه مسکونی در جمهوری آذربایجان است که در شهرستان تووز واقع شده است. این روستا ۲۲۱۸ نفر جمعیت دارد.